# الاسکان
ال اسکان یک منطقهٔ مسکونی در عربستان سعودی است که در استان مکه واقع شده‌است.